# Comté de Garfield (Nebraska)
Pour les articles homonymes, voir Comté de Garfield.
Le comté de Garfield est l'un des comtés du Nebraska. Le chef-lieu du comté se situe à Burwell. Le comté a été fondé en 1884.

## Comtés adjacents
- comté de Wheeler à l'est,
- comté de Valley au sud,
- comté de Loup à l'ouest,
- comté de Holt au nord,

## Municipalités du comté
- Burwell,
- Deverre,
- Gables,